# 医業の広告規制

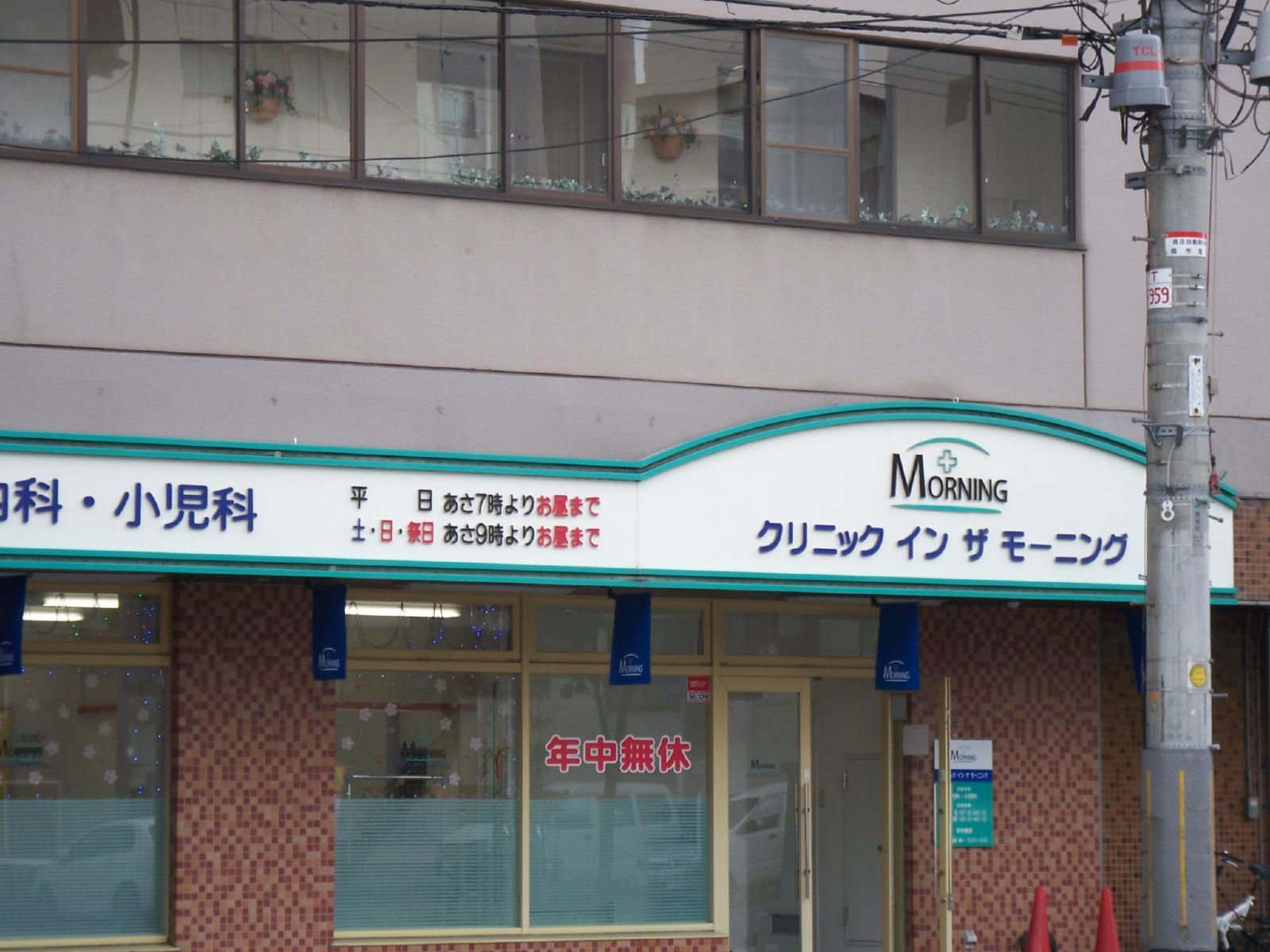
クリニックの年中無休の表示

医業の広告規制（いぎょうのこうこくきせい）とは、日本の医療に際し医療法（第二節　医業、歯科医業又は助産師の業務等の広告）などで定められた広告規制のこと。「文書その他いかなる方法によるを問わず、何人も次に掲げる事項を除くほか、これを広告してはならない」と定めている（医療法第6条の5）。
この規定は「広告」に関する規定であるため、病院内部における掲示やインターネットのウェブサイト等の自ら行う告知は規定に含まれていない。しかし、ウェブサイトの適切なあり方についてガイドラインが示され自主的な取り組みを促している。

## 広告規制
医療法の規制は、以下の医療機関を対象としている
- 医業若しくは歯科医業又は病院若しくは診療所 （第六条の五）
- 助産師の業務又は助産所（第六条の七）

医療法施行規則(省令)第一条の九により、以下の内容を広告してはならない。
- 患者の主観又は伝聞に基づく、治療等の内容又は効果に関する体験談の広告
- 治療等の内容又は効果について、患者等を誤認させるおそれがある治療等の前又は後の写真等の広告をしてはならないこと

## ウェブサイト
医療機関のウェブサイトは、医療法の規制対象ではないが、厚生労働省は以下のガイドラインを示している。
- ウェブサイトに掲載すべきではない内容
  - 虚偽の内容・客観的に証明できない内容[1]（「絶対安全」「必ず成功」など[1]）
  - 比較広告（内容が事実であろうと）[1]
  - 誇大広告・都合のよい情報の過度な強調[1]

## 標榜科
標榜科（ひょうぼうか）、標榜診療科（ひょうぼうしんりょうか）とは、病院や診療所が外部に広告できる診療科名のこと。医療法第6条第1項第2号にて、定められた診療科名以外を広告してはならない、第6条の6にて、その診療科名は政令で定め、それ以外にも医師又は歯科医師が厚生労働大臣の許可を受けたものは広告できると定めている。
具体的な診療科名は、医療法施行令第3条の2に広告することができる診療科名として規定されている。

### 医業
各科名横の丸括弧内は、医療法施行令第3条の2の2および厚生労働省「医療広告ガイドラインに関するQ&A（事例集）」において許容される表記。
- 内科
- 外科
- リウマチ科
- 小児科
- 皮膚科
- 泌尿器科
- 産婦人科（産科、婦人科）
- 眼科
- 耳鼻いんこう科（耳鼻咽喉科）
- リハビリテーション科
- 放射線科（放射線診断科、放射線治療科）
- 病理診断科
- 臨床検査科
- 救急科
- 上記の診療科の名称に、医療法施行令第3条の2の1のハで定められた下記に掲げる事項又は下記に掲げる事項のうち異なる複数の区分に属する事項とを組み合わせることができる（例：整形外科、小児救急科、内科（人工透析）、大腸・肛門外科、老人心療内科など）。この場合、医療法施行規則第1条の9の4および第1条の9の4の2に基づき、同一の区分に属する事項同士を組み合わせることはできない。各事項末の丸括弧内は省令で定められたもの。
  - 頭頸部[* 1]、胸部[* 2]、腹部[* 2]、呼吸器[* 3]、消化器[* 4]、循環器[* 4]、気管食道[* 3]、肛門[* 5]、血管、心臓血管[* 4]、腎臓[* 6]、脳神経[* 7]、神経、血液、乳腺[* 4]、内分泌[* 4]、代謝、（頭部[* 1]、頸部[* 8]、気管[* 3]、気管支[* 3]、肺[* 3]、食道[* 3]、胃腸[* 4]、十二指腸[* 4]、小腸[* 4]、大腸[* 4]、肝臓[* 4]、胆のう[* 4]、膵臓[* 4]、心臓[* 4]、脳[* 7]、脂質代謝）
  - 男性[* 9]、女性、小児[* 10]、老人[* 11]、（周産期、新生児、児童[* 9]、思春期、老年[* 11]、高齢者[* 11]）
  - 整形[* 12]、形成[* 12]、美容、心療[* 13]、薬物療法、透析、移植、光学医療、生殖医療、疼痛緩和、（漢方、化学療法、人工透析、臓器移植、骨髄移植、内視鏡、不妊治療、緩和ケア、ペインクリニツク）
  - 感染症、腫瘍、糖尿病、アレルギー疾患[* 14]、厚生労働省令で定める特定の疾病若しくは病態（性感染症、がん）
- 厚生労働大臣の許可を受けた医師に限り認められる診療科名（医療法第6条の6第1項、及び医療法施行規則第1条の10に基づく）
  - 麻酔科
- 依存症専門医療機関と依存症治療拠点機関（診療対象の併記が必須）[2]

### 歯科医業
- 歯科
- 歯科と「小児」又は「矯正」「口腔外科」を組み合わせた名称
  - 例：小児歯科、矯正歯科、歯科口腔外科、小児矯正歯科

### 改正歴
現在の制度では38の標榜科の内容が分かりにくいとの指摘があり、厚生労働省が見直しを進めていた。 
2007年9月21日削減される診療科を専門とする学会が反発してきたため厚生労働省は、標榜科を20程度に再編する方針から標榜科を拡大する方針に変え内科や外科、歯科などの診療科に身体や臓器などの部位や疾患名を組み合わせた診療科の「腎臓内科」「消化器外科」「糖尿病・代謝内科」「腫瘍内科」」「気管食道科」「感染症内科」「乳腺外科」などを標榜科として新たに認める方針を固め同日、医道審議会で了承された。「総合科」の新設が目玉とされるが導入は見送られた。
2008年の改正により、従来認められてきた「神経科」「呼吸器科」「消化器科」「胃腸科」「循環器科」「皮膚泌尿器科」「性病科」「肛門科」「気管食道科」は2008年4月1日以降は広告が認められなくなり、「消化器内科」「消化器外科」「循環器内科」「循環器外科（心臓血管外科）」「呼吸器内科」「呼吸器外科」などに移行した。この2008年の診療科名の定義の細分化のため、医師数の変化等の推移を見る際には留意が必要である。

## はり・きゅう・あん摩マツサージ指圧および柔道整復
施術所の名称については、施術所以外の医業類似行為施設と区別するために「マッサージ指圧」、「鍼灸」、「接骨」等を名称につけることが望ましいとされている。

### はり・きゅう・あん摩マッサージ指圧
はり・きゅう・あん摩マツサージ指圧については、あん摩マツサージ指圧師、はり師、きゆう師等に関する法律にて広告規制が存在する。

### 柔道整復
柔道整復については、柔道整復師法において広告規制が存在する。 施術所では「ほねつぎ」「接骨院」といった名称を使用している。施術所の名称として認められていないものの例として、医院・クリニック・薬局・療院・治療所（医療法・医薬品医療機器等法その他の法律に抵触するため不可）、はり科（科の文字を使用することは不可）、鍼灸接骨院（『○○鍼灸院・○○接骨院』と並列表記は可）、カイロプラクティック接骨院、鍼灸整体院、エステティックマッサージ院（医業類似行為名を使用することは不可）がある。
上記以外の事項を広告することは違法である。病名や効能などを広告することは禁止されており、「肩こり」「腰痛」「五十肩」などの効能をうたった広告に対しては自治体より改善要求が出されている。2016年より、大阪柔整師会は広告規制の適正化を進めようとしている。

## 議論
- 乳癌の治療のため『乳腺科』を標榜できるようにすべきとの議論が高まっている[* 16]。2008年4月1日以降は、乳腺科そのものは認められないが、『乳腺外科』の形で標榜することは可能になった。